# Antitossina
Una antitossina è un anticorpo che possiede la capacità di neutralizzare una specifica tossina. Le antitossine sono prodotte da alcuni animali, piante e batteri. Sebbene esplichino maggiormente la loro azione neutralizzando le tossine, esse possono anche uccidere i batteri e altri microrganismi.
Si può sfruttare la produzione di antitossine allo scopo di attuare una immunizzazione passiva. Una certa quantità di una particolare tossina viene iniettata in un animale, quindi l'organismo produce l'antitossina necessaria a contrastare la tossina stessa inoculata. In seguito dal sangue dell'animale si ricava l'antitossina che opportunamente purificata e pretrattata può essere utilizzata come vaccino o antidoto per gli esseri umani o per altri animali. Per prevenire la malattia da siero, spesso è meglio utilizzare antitossine prodotte dalle stesse specie (ad esempio, antitossine umane per il trattamento degli umani).
Le antitossine contro il tetano, botulismo e difterite sono esempi pratici dell'utilizzo di questi anticorpi in ambito medico.